# 新城区街道
新城区街道，是中国内蒙古自治区乌兰察布市丰镇市下辖的一个乡镇级行政单位。

## 行政区划
新城区街道共辖以下地区：
南新建街社区、西新建街社区、新华街社区、三井宫社区、北新建街社区、建设街社区、二道湾社区。